# Barusangökduva
Barusangökduva (Macropygia modiglianii) är en fågel i familjen duvor inom ordningen duvfåglar.

## Utseende och läte
Barusangökduvan är en mörkt ingefärsbrun duva, med något ljusare huvud. Jämfört med mindre gökduva är den större med mörkare rostbrunt bröst. Lätet består av ett tredelat hoande, "woo-woo-wooOOH", som på håll kan låta som en enda stigande ton.

## Utbredning och systematik
Barusangökduvan förekommer på öarna sydväst om Sumatra utom Enggano och delas in i tre underarter med följande utbredning.
- Macropygia modiglianii hypopercna – Simeulue
- Macropygia modiglianii modiglianii – Nias
- Macropygia modiglianii elassa – Mentawaiöarna Siberut, Sipura och Pagai

Tidigare behandlades den som en del av rostgökduva (M. emiliana) och vissa gör det fortfarande. 

## Levnadssätt
Barusangökduvan hittas i skogsområden i lågland och lägre bergstrakter. Liksom andra gökduvor är den skygg och tillbakadragen när den födosöker enstaka i skogens lägre och mellersta skikt.

## Status
IUCN erkänner den ännu inte som art, varför den inte placeras i någon hotkategori.